# Schmerimenhaus

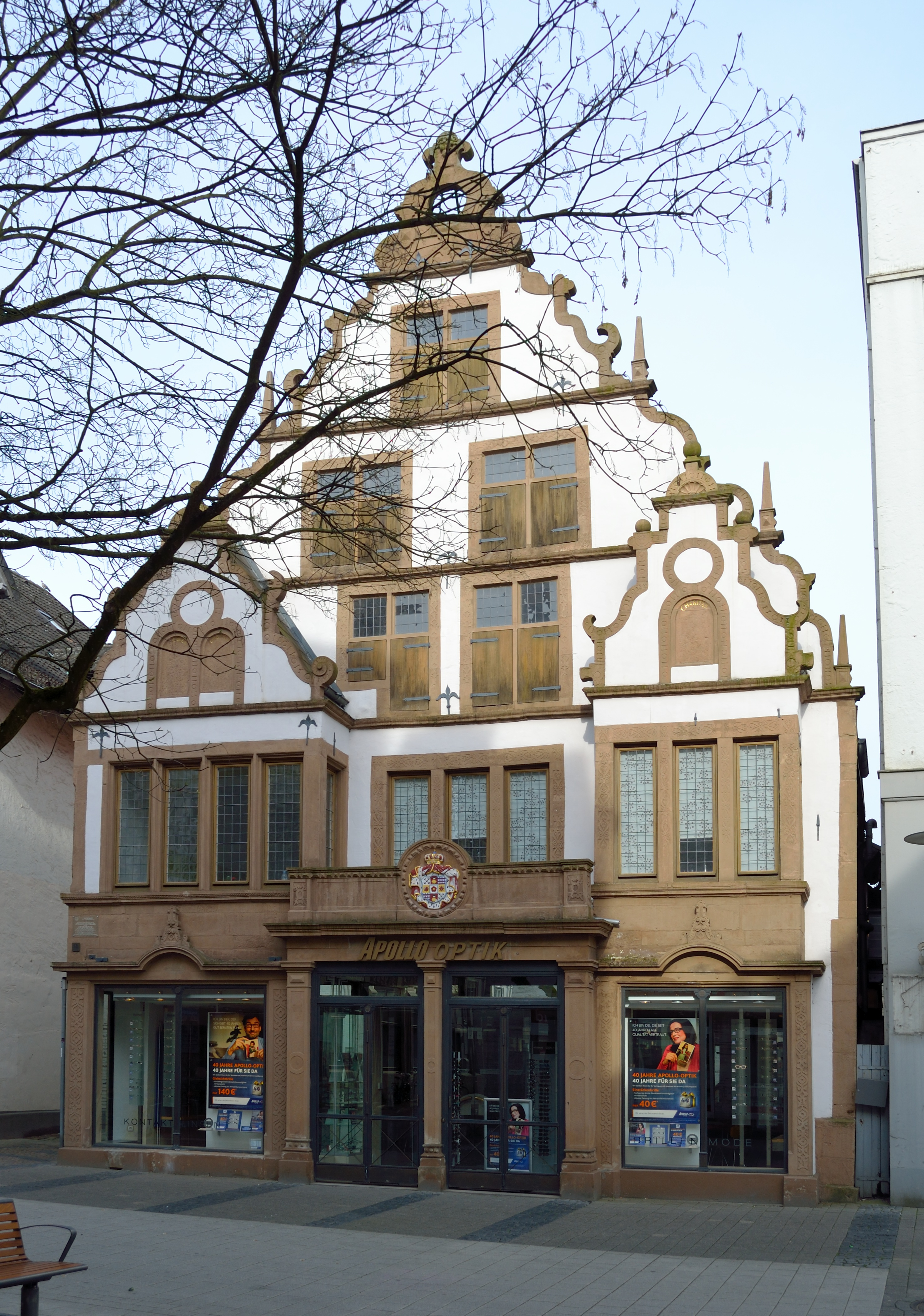
Giebelseite zur Langen Straße

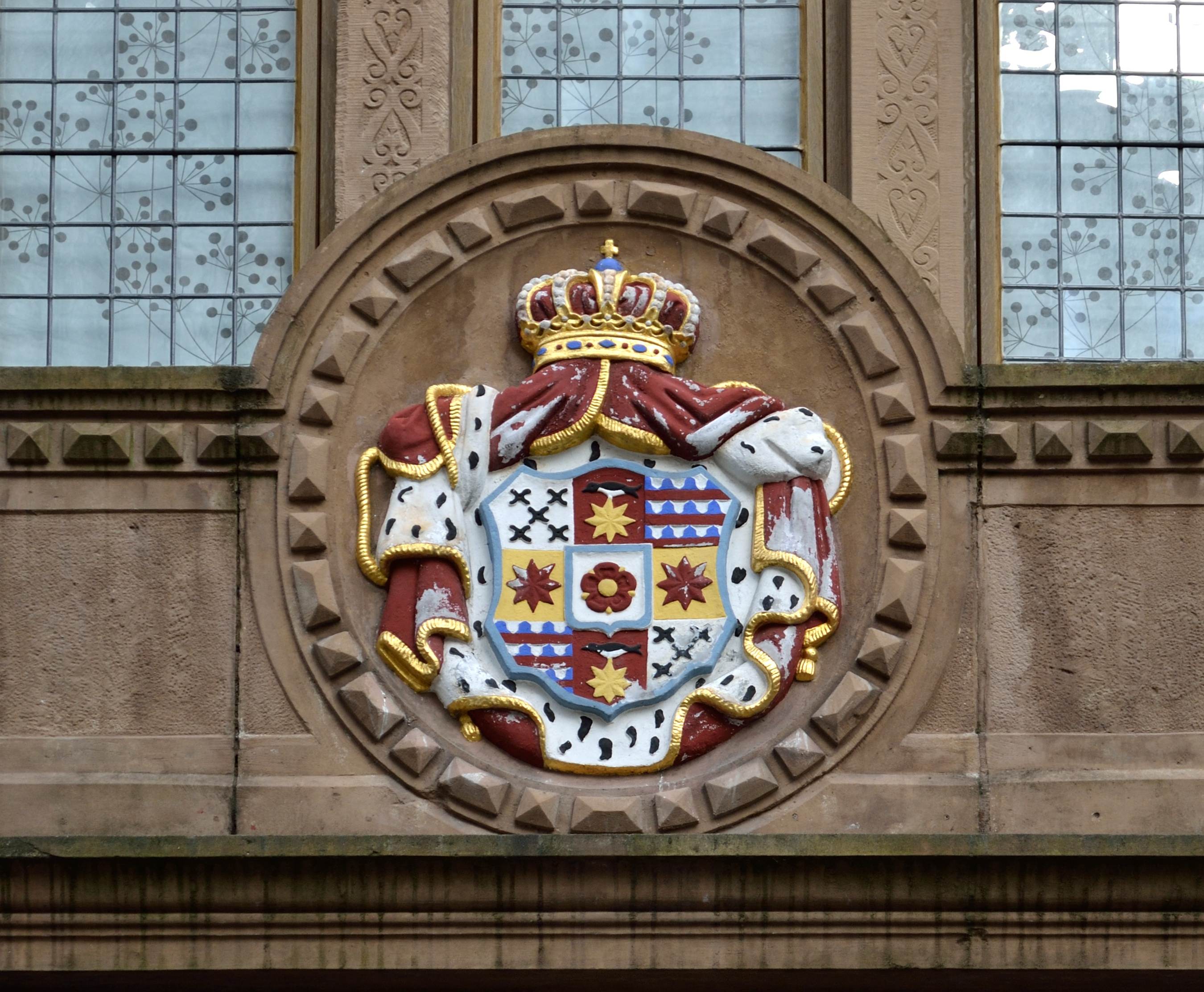
Das Hoflieferanten-Wappen

Das Schmerimenhaus ist ein denkmalgeschützter Renaissancebau in der Innenstadt von Detmold im Kreis Lippe (Nordrhein-Westfalen). Benannt wurde es nach der Patrizierfamilie Schmerimen, die hier bis 1659 wohnte und von 1592 bis 1605 mit Johann Schmerimen den Detmolder Bürgermeister stellte.
Das Haus ist neben dem Detmolder Hof das einzige Gebäude mit Steinwerkgiebel der Weserrenaissance und das älteste steinerne Bürgerhaus der Innenstadt.

## Geschichte
An der Traufseite zur Bruchmauerstraße befindet sich eine Auslucht, welche die Jahreszahl 1546 trägt. Diese gilt als der älteste Gebäudeteil und bildete die Basis für den Neuaufbau des Hauses nach dem Stadtbrand im Jahr 1547. Erbauer war Christoph Monnink, genannt Schmeremen (oder auch Schmerimen bzw. Schmerheim). Schon 1560 ging das Haus in den Besitz seines Bruders Arnd Schmerheim über.
1587 erfolgte eine umfassende Neugestaltung der Giebelseite zur Langen Straße mit Ausluchten, Fenstern und Giebeln. Der Umbau wurde vermutlich durch die Lemgoer Meister Ludolf und Georg Crossmann vorgenommen. Bei dieser Neugestaltung wurde in die Fassade auch die Jahreszahl 1587 eingelassen, die gelegentlich als Baujahr des Hauses genannt wird.
In den Jahren 1621 bis 1633 wohnten der Lippische Kanzler Christoph Deichmann und seine Ehefrau Christine in dem Gebäude.
Ab 1659 ging das Haus von der Familie Schmerimen in Landesherrschaft über, 1707 erwarb es dann der Regierungspräsident Christoph von Piderit, der wahrscheinlich für den Bau der Loggia im Hof verantwortlich war und dessen Initialen (C.V.P.) sich in einer Mauer befinden.
Nachfolgende Besitzer waren die Familien Loßberg, Hoffmann, Koch und Ernst.
1873 wurde eine grundlegende Umgestaltung des Erdgeschosses mit Kaufläden vorgenommen. Dabei wurde über der rechten Haustür ein Stein mit der Inschrift „Katharina von der Hoye“, welche um 1605 die Ehefrau des Bürgermeisters Schmerimen war, entdeckt. Besitzer waren zu dieser Zeit die Gebrüder Pagel, Manufaktur und Modewarenhandlung. Ihren Status als Hoflieferanten zeigten sie in Form des entsprechenden Wappens über der Eingangstür. Der Metzger Heinrich Pieper, Geschäftsinhaber ab 1895, war ebenfalls Hoflieferant.
1987 wurde die Fassade von Zementverputz befreit und in den historischen Zustand zurückversetzt, Schaufenster und Ladentüren wurden 1998 erneuert.

## Architektur
Es handelt sich bei dem Gebäude um einen Putzbau mit Werksteingliederung aus hellem Sandstein. An der Giebelseite besitzt das Gebäude zwei Ausluchten, eine weitere befindet sich traufseitig zur Bruchmauerstraße. Das steinerne Giebelkreuz schmückt ein Löwenkopf. Haupt- und Ausluchtgiebel sind mit Giebelkonturen und Beschlagwerk verziert. Die linke Auslucht mit zwei, die rechte mit einer Nische und den Inschriften Fides, Spes und Caritas. Früher vermutlich vorhandene Figuren sind nicht erhalten. Beim letzten Umbau im Jahr 1987 wurden insbesondere die giebelseitigen Fenster deutlich verändert und die Maueranker an der Fassade kamen wieder zum Vorschein. Dafür ist seitdem eine Kartusche mit Engelskopf und der Jahreszahl 1587, die sich oberhalb des 1. Obergeschosses zwischen den Ausluchten befand, nicht mehr vorhanden.
An das Vorderhaus schließen sich zwei Saalbauten an, der zweite davon mit verputztem Fachwerk-Obergeschoss. Zur Hofseite befindet sich eine wohl im frühen 18. Jahrhundert erbaute Loggia mit drei toskanischen Holzsäulen auf Werkstein-Sockeln.